# Donald M. Payne
Donald Milford Payne, född 16 juli 1934 i Newark, New Jersey, död 6 mars 2012 i Livingston, New Jersey, var en amerikansk demokratisk politiker. Han representerade delstaten New Jerseys tionde distrikt i USA:s representanthus från 1989 fram till sin död.
Payne gick i skola i Barringer High School i Newark. Han avlade 1957 kandidatexamen vid Seton Hall University.
Kongressledamoten Peter W. Rodino kandiderade inte till omval i kongressvalet 1988. Payne vann valet och efterträdde Rodino i representanthuset i januari 1989. Payne var emot dödsstraff och för fri abort.